# Laces
Laces (németül: Latsch) település Olaszországban, Bolzano autonóm megyében. Lakosainak száma 5177 fő (2023. január 1.). Laces Martello, Silandro, Castelbello–Ciardes, Senales és Ultimo községekkel határos.

## Népesség
A település népességének változása:
| Lakosok száma | 5221 | 5216 | 5177 |
|               | 2017 | 2018 | 2023 |